# Млада македонска книжовна дружина
Младата македонска книжовна дружина е българско просветно и благотворително дружество на емигранти от Македония, съществувало в София от края на 1891 или началото на 1892 до 1894 година.
Дружеството издава списание „Лоза“, от което излизат шест броя. През 1894 година участникът в дружеството Войдан Чернодрински основава театрален кръжок, смятан днес в Северна Македония за началото на македонския театър. Дружеството се стреми към разширяване на основата на българския книжовен език в посока западните български говори. Както и към премахване на буквите я, ъ, й, ю и връщане на буквата І.Част от предложенията им за българската писменост са осъществени на практика в резултат от реформата от 1945 година, а останалите поне до началото на 90-те години на XX век са имали поддръжници сред българските езиковеди.
В Младата македонска книжовна дружина участват редица български просветители и общественници от Македония – Евтим Спространов, Петър Попарсов, Тома Карайовов, Христо Коцев, Димитър Мирчев, Андрей Ляпчев, Наум Тюфекчиев, Георги Баласчев, Коста Шахов, Георги Белев, известни и като „лозарите“.
Към книжовната дружина е създаден Младенчески македонски сговор, в който членуват Войдан Чернодрински, Фильо Филев, Кръстьо Йосифчев, Димитър Лимончев, Никола Каранджулов, Йордан Каранджулов, Тодор Ангелов, хърватинът Томич, Коце Попдинев от Българска Блаца, Христо Пълтев от Загоричани, Сребрен Поппетров, Никола Кочанов, Михаил Филипов, Здравко Георгиев, Христо Демирхисарски от Големо Илино, Георги Стойчев от Крушево, Сотир Николов и други.
В книжка 2 от 1892 г. на списание „Лоза“ се прави следното изявление във връзка с езиковия сепаратизъм:
| „ | Да създаваме отделен „македонски език“ би било глупост от наша страна... Нашето убеждение е, че македонските наречия нема да представят почва за образование отделен, самостоятелен, литературен език... и то главно по тези две причини: 1. За да могат да образуват македонските наречия особен, литературен от българскиот, треба да притежават, от една страна, голема близост помежду си, от друга – да имат некакви специални отличия от днешния литературен български език. Нито едното, нито другото имаме: между многуто македонски говори съществуват такива разлики, щото едва ли са по-малки от тие разлики, които стоят изобщо между македонските и източнобългарските говори. Тук ще забележим мимоходом, че често употребяваното название „македонско наречие“, под което разбират езикот на сичките македонци, е съвсем невярно, защото в действителност такова нещо не съществува... 2. ...Голема част от разпространението си в Македония българскиот литературен език дължи именно на онова различие измежду македонските говори – литературниот език се явява като един вид примирител измежду враждуващи страни. | “ |

Българският публицист Димитър Левов критикува езиковия сепаратизъм на лозарите в статия във вестник „Свобода“. Той твърди, че: 
| „ | „Младата дружина под покрова на книжевността не преследва идеята и пропагандата за някакъв фонетичен правопис, а тенденции и цели, колкото куриозни и жалки, толкова смущаващи, срамни и опасни. Дружината полека лека ще подготвя българското обществено мнение за отделяне на Македония от България и полека ще въвежда думи от охридското наречие, което ще бъде литературен език на идната Велика Македония, начело на която ще дойде някой от редакторите на „Лоза“... Както виждате, македонската дружина смята, че тяхна родина е Македония, че последната е населена с отделно славянско племе, наречено македонци; че там са се събрали всевъзможни външни елементи, т.е. българи, гърци, сърби и че целта им е да ни окажат силна съпротива и да се запазят от нашите разбойнически посегателства...” | “ |

 На критиката му те отговарят с публикация в „Лоза“, че:
| „ | Дружината ни е далеч от всекакви сепаратистки замисли... и идеалът ѝ не е сепаратизъм, а единството на целокупния български народ. | “ |

Дружината е защитена и от шуменското списание „Искра“ и органа на Екзархията "Новини" в броя си от 14 февруари 1892, доказвайки разумно, че списание „Лоза“ се списва на чист български език.
По-късно правителството на Стефан Стамболов преследва участниците в сдружението като сепаратисти и забранява списание „Лоза“.
Евтим Спространов пише след години за дружината в дневника си:
| „ | ...тя се състоеше от ученици, неопитни и без авторитет пред обществото... | “ |

Дружеството е сред инициаторите за създаването на Върховния македонски комитет като висш орган на легалната македонска организация в България.